# 等温线
等温线（英語：isotherm），指同一水平面上空气温度相同各点的连线。同一条等温线上各点气温相等。相邻的两条等温线，温差相同。等温线曲线的分布受海陆、地势、洋流等因素的影响。
由德国气象学家Alexander Von Humboldt于1800至1817年进行全球旅行期间发明。